# ニッチツ
株式会社ニッチツ（英：NITCHITSU CO., LTD.）は、東京都港区に本社を置く企業。東京証券取引所に上場している。

## 概要
戦前の日窒コンツェルンにルーツを有する企業のひとつ。その系譜は1929年（昭和4年）設立の朝鮮鉱業開発株式会社まで遡る。1935年（昭和10年）4月23日、日窒鉱業株式会社設立。1940年（昭和15年）には日窒鉱業開発株式会社に改称し、日本国内の鉱業開発も行うが、敗戦により在外資産を喪失した。戦後財閥解体による日窒コンツェルンの解体により、1950年（昭和25年）に新会社として日窒鉱業株式会社が設立され、旧・日窒鉱業開発の日本国内の鉱業事業を承継した。
承継した鉱山のうち、長崎県北松浦郡江迎町の江迎炭鉱では日本国内で数少ない強粘結炭を産出しており、その反面炭層は薄く採炭環境が劣悪なため、国内他社に先駆けて機械化が図られた。採炭補助機械のコールカッターの導入も早かった他、1956年（昭和31年）には、採炭と搬出を一体的に機械化するホーベル採炭を国内で初めて導入し、日本初の完全機械化採炭を実現した。
1960年代以降のエネルギー革命による炭鉱の閉山以後は、石灰石・珪石等の鉱山経営や資源関連事業を引き続き進める一方、鉱山機械関連技術を活用した船舶・プラント向け機械や構造物等の機械関連事業の展開を図った。
主力事業の変遷により1973年（昭和48年）には日窒工業株式会社に、1989年（平成元年）には株式会社ニッチツに改称した。
2005年（平成17年）には、機械部門の松浦工場の船舶構造物部門（船殻ブロック等を製作）が、ハッチカバーについて日本海事協会（NK）の製造事業所承認を取得した。
2022年9月30日をもって結晶質石灰石の採掘・加工・販売を終了した。

## 沿革
- 1941年（昭和16年） 日窒鉱業開発として鉱山統制組合に参画（社長野口遵）[5]。

再設立後
- 1950年（昭和25年）8月1日 - 日窒鉱業株式会社設立[6]。
- 1973年（昭和48年）6月 - 日窒工業株式会社に商号変更。
- 1989年（平成元年）10月 - 株式会社ニッチツに商号変更[7]。

## 事業内容
- 舶用機器、空気予熱機ほかの一般産業機械等の設計製作及びプラント関連機器の製作、機械装置の据付、施工、監理
- ハイシリカ（精製珪石粉等）の製造・販売、珪砂の仕入・販売、砂利、砂、砕石の仕入・販売
- 耐熱塗料の製造・販売及びライナテックス（高純度天然ゴム）の仕入・加工・販売等
- オフィスビルの賃貸業務

## 事業拠点

### 機械関連事業
- 松浦工場・江迎工場（長崎県）

### 資源関連事業
- 鹿町工場・江迎工場（長崎県）
- 秩父鉱山（埼玉県）- 2022年9月30日 閉山